# Seamanita
La seamanita es un mineral de la clase de los minerales boratos. Fue descubierta en 1930 en una mina del condado de Iron, en el estado de Míchigan (EE. UU.), siendo nombrada así en honor de Arthur E. Seaman, geólogo estadounidense que la descubrió.

## Características químicas
Es un mineral borato hidroxilado y anhidro de manganeso, con aniones adicionales fosfato.

## Formación y yacimientos
Aparece en fracturas cortando rocas silíceas.
Suele encontrarse asociado a otros minerales como: sussexita, calcita u oxidos del manganeso.